# Chris Silva
Chris Silva Obame Correia Silva (geboren am 19. September 1996 in Libreville) ist ein gabunischer Basketballspieler, der in der NBA für die Sacramento Kings aktiv war. Er spielte College-Basketball bei den South Carolina Gamecocks.

## Persönliches
Im Alter von 16 Jahren machte sich Chris Silva, der zu diesem Zeitpunkt kein Wort Englisch sprach und keine Erfahrung mit professionellem Basketball in einem Verein hatte, im Jahre 2012 von seinem Heimatland Gabun aus auf den Weg nach New York, um Basketballprofi zu werden. Mit mehreren Umstiegen erreichte er letztendlich den John F. Kennedy International Airport. In den USA weckte er schnell das Interesse von Tommy Sacks, dem stellvertretenden Basketballtrainer der Roselle Catholic High School. Sacks kommentierte später: 
„His ceiling is so high, one of the highest I've ever seen, because all he wants to do is get better. He wants to live in the weight room. He wants to run on his own. He wants to work out. He wants to get shots up.“ (auf Deutsch sinn gemäß: „Sein Leistungsvermögen ist so hoch, wie ich es noch nie gesehen habe, denn alles, was er möchte, ist sich zu verbessern. Er will ständig im Kraftraum sein. Er will von sich aus laufen gehen. Er will trainieren. Er will werfen.“)

## Highschool
Als Silva in das Team der katholischen Highschool Roselle aufgenommen wurde, kannte er die genauen Spielregeln noch nicht. Er lernte jedoch schnell und gewann in seinem zweiten Jahr mit seiner Mannschaft die Landesmeisterschaft. Silva zog das Interesse von College-Basketball-Teams auf sich (u. a. hatten die Seton Hall Pirates und die Rhode Island Rams Interesse) und unterzeichnete schließlich bei den South Carolina Gamecocks.

## College
Silva spielte insgesamt vier Jahre für die Collegemannschaft South Carolina Gamecocks. In seinem Debütjahr konnte er nur sechs seiner 32 Spiele als Starter bestreiten und erzielte lediglich 5,4 Punkte im Schnitt. Doch bereits im Folgejahr stand Silva in all seinen 37 Spielen in der Starting Five und verdoppelte seinen Punkteschnitt nahezu (10,2 PPG). Mit einem Defensiv-Rating von 88,7 erzielte Silva in dieser Saison den Bestwert der Southeastern Conference (u. a. vor dem späteren NBA-All-Star Bam Adebayo). Die Gamecocks erreichten in diesem Jahr das Final Four.
In seiner dritten Saison wurde Silva zum Co-Defensive-Player des Jahres in der Southeastern Conference (SEC) ernannt, wurde in jener Conference ins First-Team sowie in das All-Defensive-Team der Saison berufen. Mit durchschnittlich 14,3 Punkten und 8 Rebounds pro Spiel erzielte er seine bisherigen Höchstwerte. Nach der Saison meldete sich Silva zum NBA-Draft an, ließ seinen Namen im Mai 2018 aber wieder von der Kandidatenliste streichen und kehrte für ein viertes Jahr nach South Carolina zurück.
In seinen vier Collegejahren brachte es Silva in 134 Spielen auf durchschnittlich 11,3 Punkte, 6,5 Rebounds und 0,7 Assists pro Spiel. Er traf dabei 49,7 % seiner Feldwürfe, 47,5 % der Dreipunktwürfe und 72,9 % der Freiwürfe.

## Profi-Karriere

### NBA-Saison 2019/20
Im Juli 2019 unterzeichnete Silva seinen ersten Profivertrag bei den Miami Heat und kam als ungedrafteter Rookie in die NBA. Am 19. Oktober 2019 wurde sein Vertrag in einen sogenannten Zweiwegevertrag umgewandelt, um Silva auch die Möglichkeit zu geben, für das Entwicklungsteam der Heat, die Sioux Falls Skyforce, in der Ausbildungsliga NBA G-League spielberechtigt zu sein. Sein NBA-Debüt gab Silva am 23. Oktober beim 120:101-Sieg seiner Heat über die Memphis Grizzlies. Als Bankspieler verbuchte er in dieser Begegnung acht Punkten, sechs Rebounds und drei Blocks für sich. Im Verlauf der Saison kam Silva regelmäßig, jedoch stets nur für wenige Minuten zum Einsatz, zudem meist Endphasen bereits entschiedener Spiele. Am 23. November 2019 punktete er bei der deutlichen Niederlage seiner Heat gegen die Philadelphia 76ers mit 10 erzielten Punkten zum ersten Mal in seiner NBA-Karriere zweistellig. In diesem Spiel durfte er gut 20 Minuten auf dem Feld stehen.

## Nationalmannschaft
Am 11. Juni 2015 wurde Silva von Cheftrainer Thierry Bouanga in den vorläufigen Kader der gabunischen Basketballnationalmannschaft für die Afrikameisterschaft (AfroBasket) 2015 berufen.

## Statistiken

### College
| Saison    | Team                     | GP  | GS  | MPG  | FG % | 3P % | FT % | RPG | APG | SPG | BPG | PPG  |
| --------- | ------------------------ | --- | --- | ---- | ---- | ---- | ---- | --- | --- | --- | --- | ---- |
| 2015–2016 | South Carolina Gamecocks | 32  | 6   | 13,3 | .482 |      | .609 | 4,5 | 0,2 | 0,4 | 0,9 | 5,4  |
| 2016–2017 | South Carolina Gamecocks | 37  | 37  | 20,9 | .524 | .000 | .749 | 6,1 | 0,4 | 0,6 | 1,4 | 10,2 |
| 2017–2018 | South Carolina Gamecocks | 33  | 33  | 25,8 | .467 | .417 | .753 | 8,0 | 1,2 | 0,6 | 1,4 | 14,3 |
| 2018–2019 | South Carolina Gamecocks | 32  | 32  | 26,7 | .508 | .500 | .744 | 7,6 | 0,9 | 0,9 | 1,9 | 15,2 |
| Gesamt    | Gesamt                   | 134 | 108 | 21,7 | .497 | .475 | .729 | 6,5 | 0,7 | 0,6 | 1,4 | 11,3 |

### NBA Regular Season
| Saison  | Team  | GP | GS | MPG | FG % | 3P % | FT % | RPG | APG | SPG | BPG | PPG |
| ------- | ----- | -- | -- | --- | ---- | ---- | ---- | --- | --- | --- | --- | --- |
| 2019–20 | Miami | 44 | 0  | 7.9 | .615 | .000 | .673 | 2.9 | 0.5 | 0.2 | 0.5 | 3.0 |

Stand: 13. August 2020

### NBA G-League
| Saison    | Team                 | GP | GS | MPG  | FG % | 3P % | FT % | RPG | APG | SPG | BPG | PPG  |
| --------- | -------------------- | -- | -- | ---- | ---- | ---- | ---- | --- | --- | --- | --- | ---- |
| 2019–2020 | Sioux Falls Skyforce | 2  | 0  | 17,9 | .833 |      | .500 | 5,0 | 2,0 | 0,5 | 2,5 | 11,5 |

Stand: 4. Februar 2020